# Péter Halmosi
Péter Halmosi est un footballeur professionnel hongrois, né le 25 septembre 1979 à Szombathely. Milieu de terrain.

## Carrière
- 2000-2002 :  Szombathelyi Haladás
- 2002-2004 :  Grazer AK
- 2003-2004 :  Debrecen VSC (prêt)
  - 2004-jan. 2007 :  Debrecen VSC
- Janv. 2007-2008 :  Plymouth Argyle
- 2008-déc. 2010 :  Hull City
  - jan. 2010-2010 :  Szombathelyi Haladás (prêt)